# نشأة أبراهام لينكولن

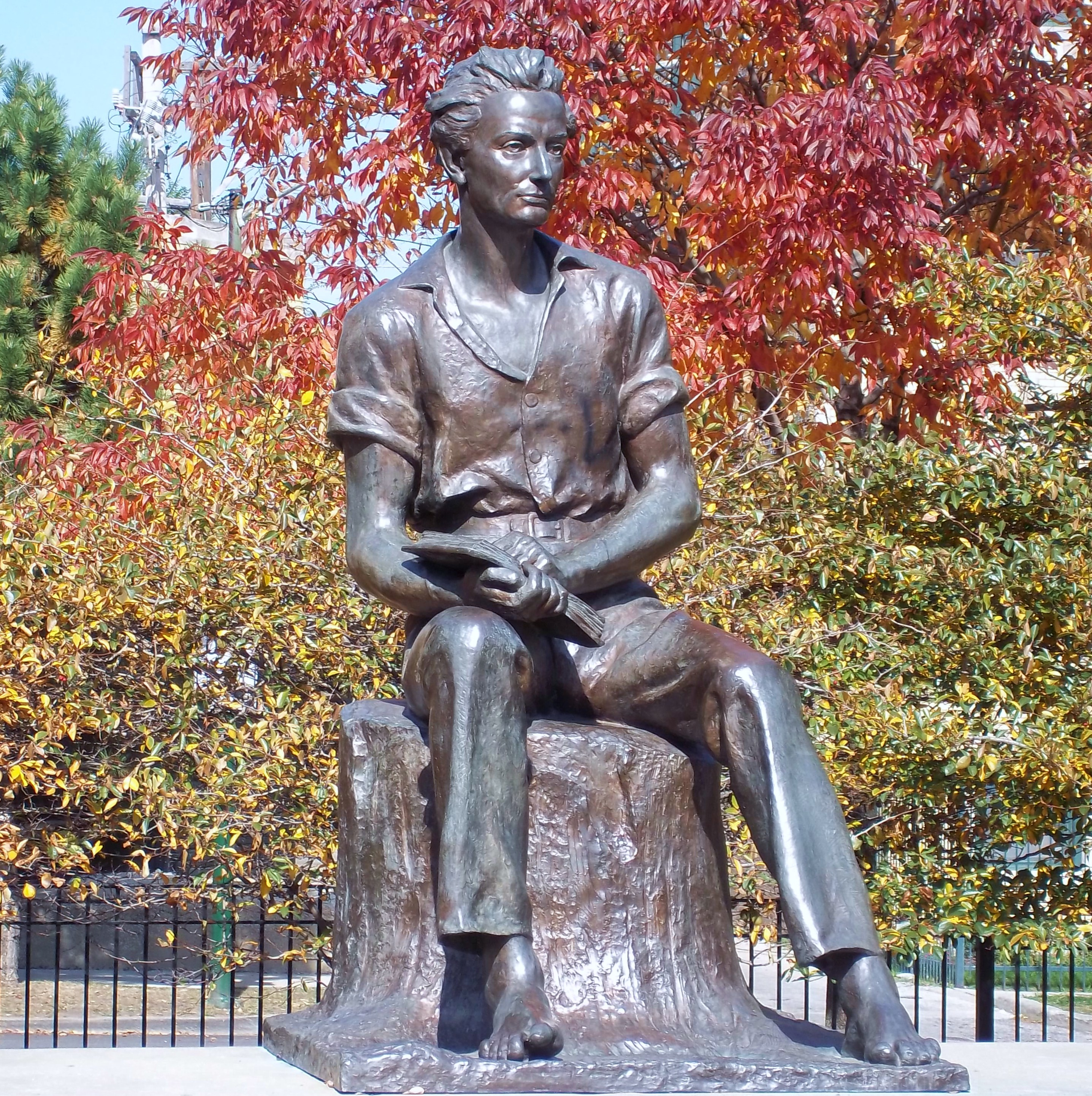
تمثال لأبراهام لينكولن في شبابه في شيكاغو.

ولد أبراهام لينكولن في 12 فبراير 1809 في كوخ خشبي من غرفة واحدة في مزرعة سينكينج سبرينج جنوب هودجينفيل في مقاطعة هاردين بكنتاكي. كان أشقاؤه سارة لينكولن جريجسبي وتوماس لينكولن الابن. بعد نزاع على ملكية الأرض أجبر العائلة على المغادرة في عام 1811، انتقلوا إلى مزرعة نوب كريك، على بعد ثمانية أميال إلى الشمال. بحلول عام 1814، فقد توماس لينكولن، والد أبراهام، معظم أرضه في كنتاكي في نزاعات قانونية حول سندات ملكية الأرض. في عام 1816، انتقل توماس ونانسي لينكولن وابنتهما سارة البالغة من العمر تسع سنوات وأبراهام البالغ من العمر سبع سنوات إلى ما أصبح الآن إنديانا، حيث استقروا في بلدة هوريكاين، مقاطعة بيري، إنديانا. (أصبحت أرضهم جزءًا من مقاطعة سبنسر، إنديانا، عندما شُكلت في عام 1818).
أمضى لينكولن سنواته التكوينية، من سن السابعة إلى سن الحادية والعشرين عامًا، في مزرعة عائلية في مجتمع ليتل بيجون كريك في مقاطعة سبنسر، في جنوب غرب إنديانا. كما كان شائعًا في تلك المناطق، تلقى لينكولن تعليمًا رسميًا شحيحًا، ما مجموعه أقل بقليل من اثني عشر شهرًا. ومع ذلك، استمر لينكولن في التعلم بمفرده من تجارب الحياة، ومن خلال قراءة وتلاوة ما قرأه أو سمعه من الآخرين. في أكتوبر 1818، بعد عامين من وصولهم إلى إنديانا، فقد لينكولن البالغ من العمر تسع سنوات والدته نانسي، التي توفيت بعد مرض قصير يعرف باسم داء اللّبن. عاد توماس لينكولن إلى إليزابيث تاون بولاية كنتاكي في أواخر العام التالي وتزوج من سارة بوش جونستون في 2 ديسمبر 1819. وانضمت زوجة أب لينكولن الجديدة وأطفالها الثلاثة إلى عائلة لينكولن في إنديانا في أواخر عام 1819. حلت على الأسرة مأساة ثانية في يناير 1828، عندما ماتت سارة لينكولن جريجسبي، أخت أبراهام، أثناء الولادة.
في مارس 1830، انضم لينكولن البالغ من العمر 21 عامًا إلى عائلته المتوسعة في الانتقال إلى إلينوي. بعد مساعدة والده في إنشاء مزرعة في مقاطعة ماكون بولاية إلينوي، انطلق لينكولن بمفرده في ربيع عام 1831. استقر لينكولن في قرية نيو سالم حيث عمل كرجل ملاح وكاتب ومساح وجندي ميليشيا خلال فترة حرب بلاك هوك، وأصبح محاميًا في إلينوي. تم انتخابه لعضوية الهيئة التشريعية لإلينوي في عام 1834، وأعيد انتخابه في أعوام 1836 و1838 و1840 و1844. في نوفمبر 1842، تزوج لينكولن من ماري تود. كان للزوجين أربعة أبناء. بالإضافة إلى مسيرته المهنية في القانون، واصل لينكولن مشاركته في السياسة، حيث شغل منصب نائب في مجلس النواب الأمريكي عن ولاية إلينوي في عام 1846. وانتُخب رئيسًا للولايات المتحدة في 6 نوفمبر 1860.

## أسلاف لينكولن
كان أول سلف معروف لينكولن في أمريكا هو سامويل لينكولن، الذي هاجر من هينغهام، إنجلترا إلى هينغهام، ماساتشوستس، عام 1637. بقي ابن سامويل، موردخاي، في ولاية ماساتشوستس، لكن حفيد سامويل، الذي كان يُدعى أيضًا مردخاي، بدأ هجرة الأسرة الغربية. واصل جون لينكولن، حفيد سامويل، الرحلة غربًا. ولد جون في نيو جيرسي، وانتقل إلى بنسلفانيا، ثم أتى بعائلته إلى فيرجينيا. كان نجل جون، الكابتن أبراهام لينكولن، الذي حصل على هذه الرتبة لخدمته في ميليشيا فرجينيا، كان جد الرئيس أبراهام لأبيه ويحمل الاسم نفسه. ولد في مقاطعة بيركس، بنسلفانيا، وانتقل مع والده وأفراد أسرته الآخرين إلى وادي شيناندواه بولاية فيرجينيا حوالي عام 1766. استقرت الأسرة بالقرب من لينفيل كريك، في مقاطعة أوغوستا، المعروفة الآن بمقاطعة روكنغهام بولاية فيرجينيا. اشترى الكابتن لينكولن عقار فيرجينيا من والده عام 1773.
كان توماس لينكولن، والد الرئيس أبراهام، نجل الكابتن لينكولن. ولد توماس في ولاية فرجينيا في يناير 1778 وانتقل غربًا إلى مقاطعة جيفرسون، كنتاكي، مع والده وأمه وإخوته حوالي عام 1782، عندما كان يبلغ من العمر خمس سنوات تقريبًا. في مايو 1786، في سن الثانية والأربعين، قُتل الكابتن أبراهام لينكولن في كمين هندي أثناء عمله في حقوله في كنتاكي. شهد توماس البالغ من العمر ثماني سنوات مقتل والده وكان من الممكن أن ينتهي به الأمر ضحية إذا لم يقم شقيقه مردخاي بإطلاق النار على المهاجم. بعد وفاة الكابتن لينكولن، انتقلت والدة توماس، باثشيبا لينكولن، إلى مقاطعة واشنطن، كنتاكي، بينما عمل توماس في وظائف غريبة في عدة مواقع في كنتاكي. قضى توماس أيضًا عامًا في العمل في تينيسي، قبل أن يستقر مع أفراد من عائلته في مقاطعة هاردين، كنتاكي، في أوائل القرن التاسع عشر.
هوية جد لينكولن لأمه غير واضحة. في محادثة مع وليام هيرندون، شريك لينكولن في القانون وأحد كتاب سيرته الذاتية، أشار الرئيس إلى أن جده كان فلاحًا من ولاية فرجينيا أو مزارعًا كبيرًا، لكنه لم يحدد هويته. شعر لينكولن أنه من هذا الجد الأرستقراطي ورث قوته في التحليل ومنطقه ونشاطه العقلي وطموحه وكل الصفات التي ميزته عن غيره من أعضاء وأحفاد عائلة هانكس. ربما هاجرت لوسي هانكس، جدة لينكولن لأمه، إلى كنتاكي مع ابنتها نانسي. كان هناك جدل حول ما إذا كانت والدة لينكولن، نانسي هانكس لينكولن، قد ولدت خارج إطار الزواج. أظهرت اختبارات الحمض النووي للميتوكوندريا لأحفاد لوسي هانكس أن هذا صحيح. أقامت نانسي مع راشيل شيبلي بيري وزوجها ريتشارد بيري الأب في مقاطعة واشنطن بكنتاكي. يُعتقد أن نانسي بقيت مع عائلة بيري بعد زواج والدتها من هنري سبارو، والذي حدث بعد عدة سنوات من وصول النساء إلى كنتاكي. كان منزل بيري على بعد حوالي ميل ونصف من منزل والدة توماس لينكولن. كانت العائلات جيرانًا لمدة سبعة عشر عامًا. كان خلال هذا الوقت عندما التقى توماس بنانسي. تزوج توماس لينكولن ونانسي هانكس في 12 يونيو 1806 في مستوطنة بيتش فورك في مقاطعة واشنطن بكنتاكي. انتقلت عائلة لينكولن إلى إليزابيث تاون، كنتاكي، بعد زواجهما.

### إشاعات غير مثبتة
رفض كتاب السيرة الذاتية العديد من الشائعات حول أبوة لينكولن. وفقًا للمؤرخ ويليام إي بارتون، بدأت إحدى هذه الشائعات في الانتشار في عام 1861 بأشكال مختلفة في عدة أجزاء من الجنوب بأن والد لينكولن البيولوجي كان أبراهام إنلوي، المقيم في مقاطعة روثرفورد، نورث كارولينا، والذي توفي في نفس العام. ومع ذلك، نفى بارتون الشائعات ووصفها بأنها خاطئة جملةً وتفصيلًا. نفى إنلوي علنًا علاقته بلينكولن، لكن ورد أنه أكد ذلك بشكل خاص. يدعي مركز بوستيك لينكولن في بوستيك بولاية نورث كارولينا أيضًا أن أبراهام لينكولن ولدت في مقاطعة روثرفورد بولاية نورث كارولينا، وتجادل في قضية أن نانسي هانكس لديها طفل غير شرعي أثناء عملها مع عائلة إنلوي.
كما انتشرت شائعات عن تراث لينكولن الإثني والعرقي، خاصة بعد أن دخل السياسة الوطنية. نقلًا عن تشونسي بور، الذي يشير إلى كتيب من قبل مؤلف غربي يقدم أدلة، اقترح ديفيد ج. جاكوبسون أن لينكولن كان نصف زنجي، لكن الادعاء غير مثبت. كما تلقى لينكولن بريدًا وصفه بأنه زنجي وخلاسي.